# پایگاه هوایی کرپس چریستی
پایگاه هوایی کرپس چریستی (به انگلیسی: Naval Air Station Corpus Christi) (به زبان بومی: Truax Field) یک فرودگاه با کد یاتا NGP است که یک باند فرود آسفالت دارد و طول باند آن ۱۵۲۳ متر است. این فرودگاه در شهر کورپس کریستی کشور ایالات متحده آمریکا قرار دارد .